# HDFC Bank
HDFC Bank — индийский коммерческий банк. Основан в августе 1994 года как Финансовая корпорация жилого строительства (Housing Development Finance Corporation, HDFC).
HDFC Bank был основан в 1994 году, в 1995 году провёл первичное размещение акций на двух индийских биржах, в 2001 году американские депозитарные расписки начали котироваться на Нью-Йоркской фондовой бирже. В 1999 году объединился с Times Bank. В 2008 году поглотил Centurion Bank of Punjab, а также открыл первое зарубежное отделение в Бахрейне.
Сеть банка насчитывает более 5600 отделений и более 16 тысяч банкоматов. Активы на 31 марта 2021 года (конец 2020—21 финансового года) составили 18 трлн рупий ($243 млрд), из них 11,85 трлн пришлось на выданные кредиты, 4,39 трлн — на инвестиции в ценные бумаги (из них гособлигации Индии на 3,52 трлн). Принятые депозиты составили 13,34 трлн рупий. Деятельность почти полностью сосредоточена в Индии, зарубежная деятельность представлена отделениями в Бахрейне, ОАЭ, Гонконге и Кении, на неё приходится менее одного процента выручки.